# Mobilità ciclistica

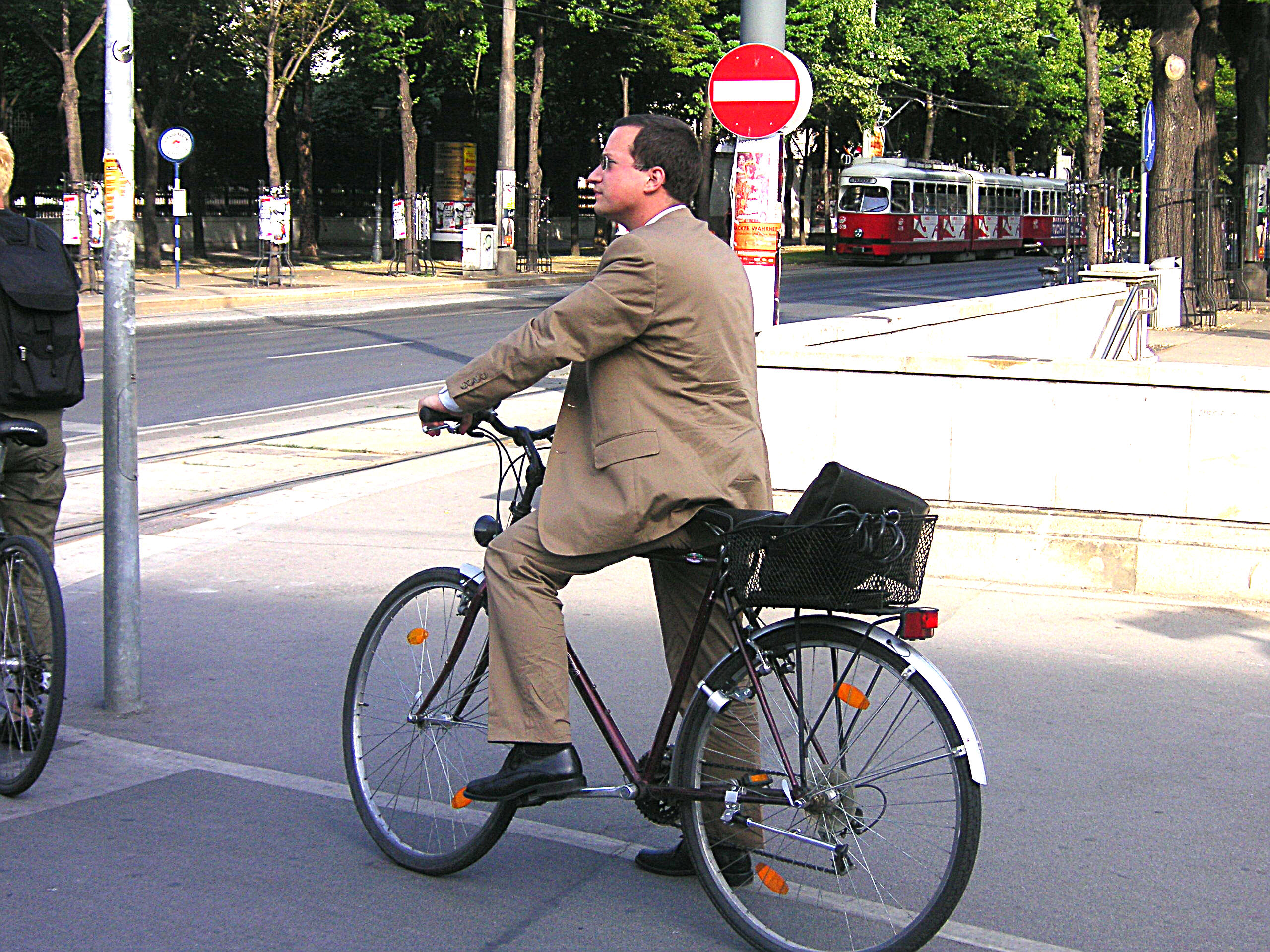
Vienna, spostamento casa-lavoro

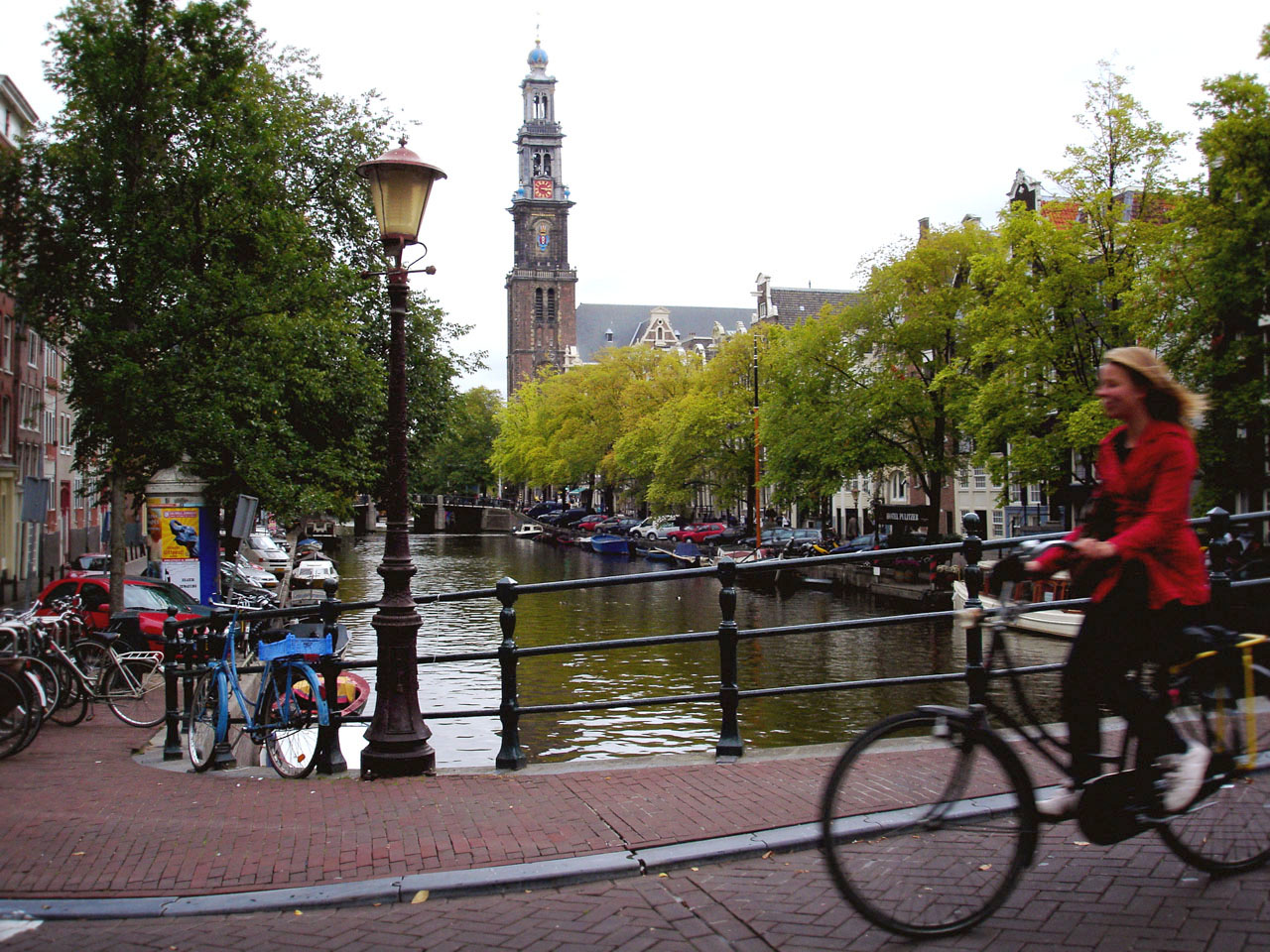
Ciclista ad Amsterdam

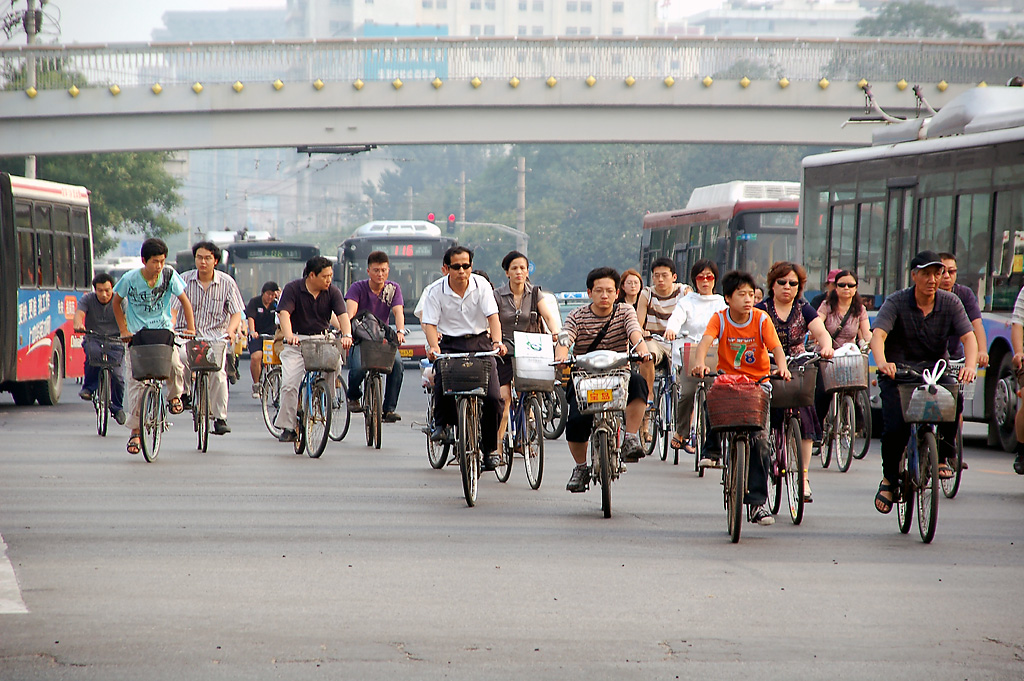
Pendolari in bicicletta a Pechino

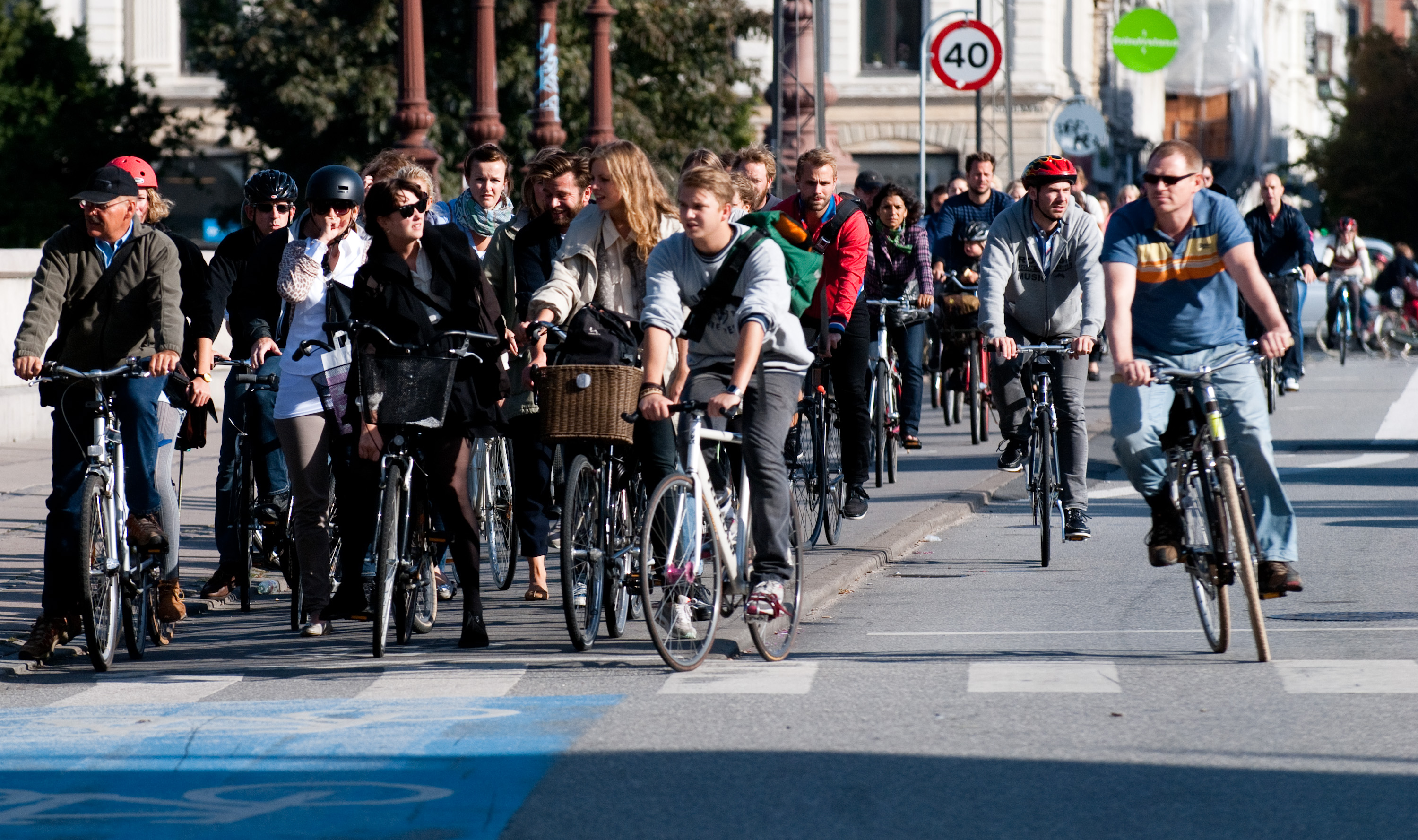
Traffico di ciclisti nell'ora di punta

La mobilità ciclistica o mobilità ciclabile è il ciclismo utilizzato come modalità di trasporto, sia di persone che di merci e oggetti.
La ciclabilità è una modalità di trasporto individuale sostenibile, a zero emissioni, silenziosa e a basso consumo di spazio.
A volte si distinguono i due termini, utilizzando "mobilità ciclistica" per la disciplina o materia, con i suoi aspetti ingegneristici e trasportistici, urbanistici, sociologici e utilizzando invece "ciclabilità" per il complesso di realizzazioni in atto a favore della bicicletta.
I principali benefici della mobilità ciclistica riguardano il decongestionamento del traffico motorizzato, la diminuzione dell'impatto ambientale del traffico cittadino, l'aumento della sicurezza stradale e un complessivo miglioramento dell'efficienza della viabilità, come conseguenza della riduzione di mezzi privati circolanti sulle strade pubbliche.

Segnale di inizio pista ciclabile

## Premesse
La ciclabilità può essere ripartita in tre grandi categorie: spostamenti quotidiani, ciclo-turismo e, in altro contesto, attività sportiva.
Queste modalità di spostamento hanno condizioni diverse, che scaturiscono da differenti esigenze, origini e scopi.
Gli spostamenti quotidiani in bicicletta hanno luogo generalmente su tutto l'arco dell'anno, con oscillazioni stagionali, e coinvolgono grandi numeri di utenti, una quota più o meno alta della popolazione che effettua spostamenti regolari per recarsi al lavoro, a scuola, verso servizi etc. Nel caso dei paesi con ciclabilità sviluppata si tratta di ordini di grandezza di milioni di persone, con ripartizione modale che vanno dal 10% ad oltre il 50% del totale della mobilità. Gli spostamenti quotidiani in bicicletta hanno carattere "trasportistico" e non ricreativo (o solo molto secondariamente), analoghi dunque ad altre forme di mobilità (trasporto pubblico, automobile ecc.).
L'attività cicloturistica tocca numeri e ordini di grandezza molto minori degli spostamenti quotidiani, tuttavia in alcune regioni di particolare attrattiva e adeguatamente attrezzate (ricettività, ciclovie ecc.) riscontra anche una quota di utilizzo ampia soprattutto nei mesi miti o caldi dell'anno.
L'attività sportiva contribuisce in maniera numericamente modesta alla ciclabilità complessiva.
Per la ciclabilità sono necessarie sia infrastrutture che normative apposite, destinate a consentire e facilitare gli spostamenti dal punto A al punto B, quotidiani, sporadici o anche occasionali.
Origini e destinazioni del traffico biciclette sono identici a quelli di ogni altro tipo di traffico (auto, trasporto pubblico ecc.). Per questo motivo la rete stradale esistente fornisce già in molti casi una possibilità di utilizzo da parte del traffico biciclette. Essendo a trazione muscolare esso richiede percorsi diretti e brevi, senza rilevanti deviazioni o aggiramenti, con superfici adatte e di facile transitabilità. Anche nei casi in cui sia necessaria una separazione dei flussi (esempio per motivi di sicurezza, dettati da differenze di velocità, intenso traffico motorizzato etc) la rete stradale fornisce quasi sempre le direttrici di spostamento del traffico biciclette.
Per la ciclabilità turistica invece vengono preferite sedi viarie al di fuori e spesso su percorsi diversi da quelle ad intenso traffico motorizzato. Spesso si adottano perciò percorsi meno diretti fra due località, a favore invece del passaggio in luoghi turisticamente attraenti. Anche il fondo stradale delle ciclovie può essere per esempio non pavimentato o comunque non avere caratteristiche di scorrimento.

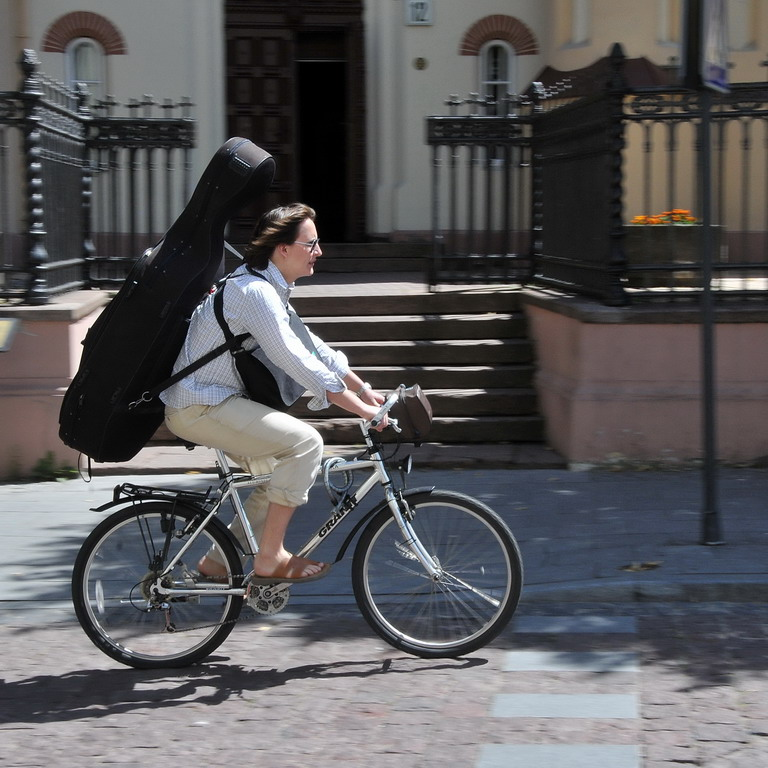
Musicista in bici

## Descrizione

### Aspetti positivi nella promozione della mobilità ciclistica
Uffici, strutture locali, regionali o nazionali, progettisti ecc della mobilità ciclistica ritengono, sulla base di numerosi studi, che la bicicletta, in città, sia un mezzo efficiente, non inquinante, vantaggioso contro la congestione del traffico: in un raggio fra 0 e 6 km è mediamente più veloce di altri mezzi, è generalmente più comoda in quanto non vincolata a problemi di parcheggio o di passaggio in aree chiuse al traffico, più ecologica e più economica. In più incide positivamente sulla vivibilità della città rendendola più sicura in correlazione alla diminuzione oggettiva dei sinistri urbani che un mezzo come la bicicletta contribuisce ad ottenere. Investire sulla mobilità ciclistica significa promuovere un sistema di viabilità capace di ridurre pesantemente ed indubbiamente l'impatto del traffico motorizzato, migliorando sia la qualità dell'aria, visti i benefici delle emissioni zero, nonché incrementando la sicurezza stradale. Un risultato difficilmente ottenibile con altre e più dispendiose soluzioni d'intervento sulla mobilità. La bicicletta rimane ciononostante il mezzo di trasporto più rischioso (ben quattro volte più soggetto ad incidenti dell'automobile).
La ciclabilità ha un potenziale che può sostituire oltre la metà del totale degli spostamenti urbani motorizzati al di sotto dei 10 km, secondo diffuse ed affidabili stime di esperti.
Esiste cioè la possibilità di elevare fortemente la quota di spostamenti (ripartizione modale) che vengono effettuati in bicicletta.

#### Tempi di spostamento
La ciclabilità offre anche vantaggi nei tempi di percorrenza rispetto ad altri mezzi di trasporto fino a circa 5 km di distanza, soprattutto considerando i percorsi da porta a porta. Tali tempi sono spesso minori che in auto o altri mezzi.
Tale raggio si eleva fortemente a distanze più lunghe ove si realizzano infrastrutture apposite, le cosiddette superstrade ciclabili, diffuse ad esempio in Olanda e Danimarca e in sviluppo in Svizzera e Germania, oppure nell'utilizzo combinato di bicicletta e trasporto pubblico (intermodalità).

#### Costi per il cittadino

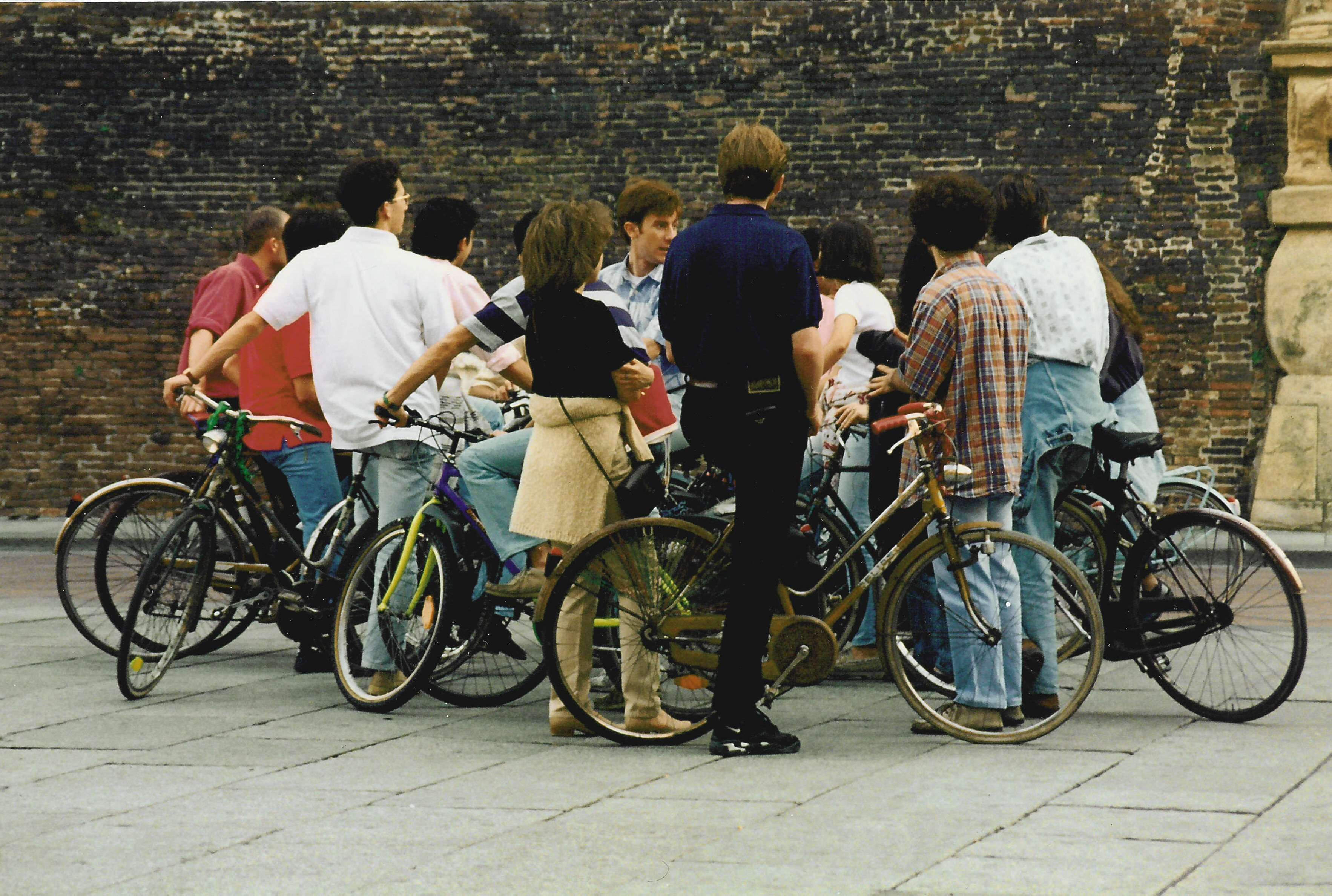
Bologna, giovani in bici

La ciclabilità ha costi molto bassi. Un chilometro percorso in bicicletta risparmia già per il consumo di carburante circa 10 centesimi al chilometro (consumo medio 7 litri ogni 100 km, prezzo della benzina 1,43 € al litro). I costi fissi (acquisto, manutenzione, imposte ed assicurazioni) vengono poi quasi azzerati dall'uso della bicicletta al posto di una auto in famiglia, o comunque fortemente ridotti..

#### Salute
La ciclabilità è sana, chi usa la bicicletta si ammala di meno. Il moderato esercizio fisico ha evidenti effetti positivi sulla salute. Al contrario delle apparenze l'uso della bicicletta comporta anche un minore assorbimento di inquinanti per vie respiratorie, come dimostrato da numerosi studi specialistici. L'esposizione maggiore avviene proprio all'interno delle automobili, quella in bicicletta è simile invece agli spostamenti a piedi.

#### Aspetti sociali e comunicativi
La ciclabilità è mobilità sociale. La ridotta velocità e la visibilità reciproca, faccia a faccia, facilitano una maggiore comunicazione rispetto al traffico auto. Città molto ciclabili hanno generalmente un'alta qualità della vita.

#### Commercio
La ciclabilità rafforza il piccolo commercio locale e i centri storici. In bicicletta la capacità di trasporto è minore che in auto e questo facilita acquisti frequenti, spontanei e di piccole quantità, ad esempio sulle vie di ritorno dal lavoro, prevalentemente nei quartieri e non in grandi centri commerciali posti al di fuori o sulle cinture delle città. Inoltre chi usa la bici è generalmente più sensibile ai temi ambientali. Inoltre i costi molto minori per la mobilità quotidiana rendono disponibili maggiori somme per il consumo di vario genere. Si riscontra anche che gli utenti della bicicletta sono maggiormente allocati in fasce di popolazione con livelli di istruzione e di reddito medio-alto.

#### Consumo di suolo
La ciclabilità risparmia spazio. La viabilità destinata alle bicicletta e gli spazi di sosta richiedono molto meno spazio che per le automobili, con rapporti variabili fra 1:8 e 1:16.

#### Congestione
La ciclabilità decongestiona le strade. La sua ridotta esigenza di spazio ogni utente dell'auto che passa al bicicletta alleggerisce sia il traffico motorizzato che la sosta. Ne risulta che il maggior peso dedicato alle infrastrutture ciclabili va a vantaggio anche degli automobilisti.

#### Costi/benefici per le infrastrutture
La ciclabilità richiede infrastrutture con un ottimo rapporto costi/benefici, anche per dimensioni e numeri di utenti raffrontabili, rispetto a quelle per il traffico motorizzato individuale.

#### Aspetti urbanistici
La ciclabilità riduce la delocalizzazione abitativa fuori delle città e la crescita dei sobborghi. L'uso della bicicletta è competitivo soprattutto nel raggio di circa 10 km. Residenti che ne hanno riconosciuto il vantaggio tenderanno molto meno a trasferirsi in luoghi distanti, come invece faranno gli utenti abituali dell'auto. Il fattore economico, cioè il minor costo abitativo di località decentrate o sobborghi, risulta spesso illusorio anche per la necessità di usare l'auto per raggiungere i posti di lavoro, le scuole ecc.

#### Inquinamento
La ciclabilità è ad emissioni zero e genera pochissimo rumore, problematica assai rilevante in zone densamente popolate.

#### Esposizione all'inquinamento dell'aria
La diffusa convinzione che in bicicletta si inalino maggiori inquinanti dell'aria è ampiamente smentita da numerosi studi e rilevazioni, che ne riscontrano invece la massima concentrazione nell'abitacolo delle auto.
Il vantaggio in salute derivante da esercizio fisico viene valutato maggiore anche di eventuali differenze, ritenute minime, nell'inalazione di inquinanti in condizioni svantaggiose.

### Problemi relativi all'incentivazione della mobilità ciclistica
Sebbene diverse città italiane (per lo più in Emilia-Romagna) si siano allineate e anzi siano state precursori nell'ambito della mobilità ciclistica e della tutela del ciclista urbano, in altre città c'è ancora molto lavoro da realizzare. Il problema, spesso evidenziato dalle amministrazioni pubbliche cittadine, e si situa sulla difficoltà di innestare su un contesto urbano già saturo e infatti, delle aree dedicate al solo passaggio delle biciclette. Tuttavia, numerose città, a partire dalla fine degli anni novanta e in relazione ai valori sempre più alti di polveri sottili e monossido di carbonio, hanno iniziato ad investire sulla mobilità ciclistica cercando di fornire le città di alcuni percorsi ciclabili.
Rispetto ad altri mezzi come l'automobile o i mezzi di trasporto pubblico, utilizzando la bicicletta si beneficia di una minore protezione in caso di incidente stradale, si hanno tempi di percorrenza più lunghi sulle grandi distanze (a meno che non si faccia ricorso al trasporto intermodale), non si gode di una protezione intrinseca dalle intemperie, è difficile trasportare passeggeri ed è richiesto un pur minimo sforzo fisico.

### La mobilità ciclistica nel mondo

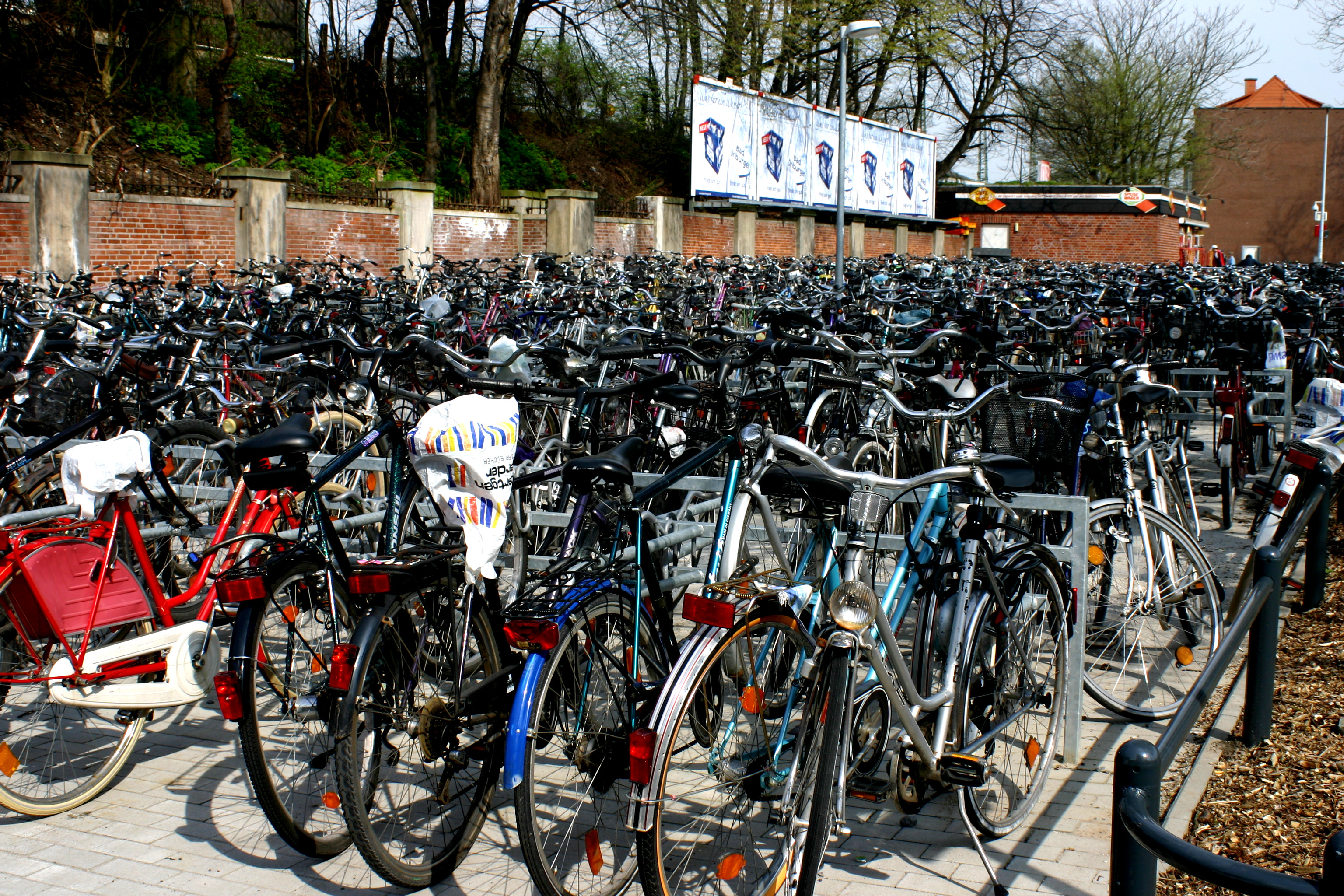
Stazione di Münster

L'evoluzione della mobilità ciclistica, in paesi europei ai livelli più alti di benessere e qualità della vita, in primis Olanda e Danimarca, raggiunge vette percentuali su scala mondiale e si sta diffondendo su tutto il continente D'altronde il mezzo di trasporto bicicletta domina ancora ampiamente i paesi in via di sviluppo, dove si auspica che si possa svolgere un processo simile a quello in espansione già in occidente: dalla bici all'auto, per arrivare poi alla saturazione della stessa ed intraprendere il percorso inverso.
Il livello di sviluppo della mobilità ciclistica viene valutato nella ripartizione modale (modal split) degli spostamenti in bicicletta rispetto a quelli da disincentivare (auto) e al trasporto pubblico (generalmente considerato sinergico alla mobilità ciclistica, in considerazione dell'intermodalità negli spostamenti urbani utilizzando ad esempio folding bikes, biciclette pieghevoli, o anche biciclette ordinarie facilmente trasportabili e caricabili su determinati mezzi pubblici). Gli effetti attesi sono una crescente quota per bicicletta, pedonalità e trasporto pubblico e decrescente invece per i mezzi motorizzati privati.
Un diffuso ma non significativo parametro è invece dato dai chilometri di piste ciclabili: esso non tiene conto né dell'effetto né della reale funzionalità di tali infrastrutture, che possono essere anche ridotte o vicine allo zero. Inoltre l'incentivazione della mobilità ciclistica non si fonda soltanto su infrastrutture dedicate, ma anche e spesso in modo rilevante nella gestione della viabilità ordinaria, soprattutto tramite la moderazione del traffico, per es. ZTL, zone 30 e/o ciclopedonali ecc. Al vertice mondiale della mobilità ciclistica ci sono città, giustapposte sull'estensione delle numerose città europee, di media dimensione: Groninga (Paesi Bassi) e Münster (Germania) con quote di spostamenti in bicicletta vicini o superiori alla metà del totale. Fra le grandi metropoli troviamo al vertice Amsterdam e Copenhagen (quest'ultima con una ripartizione modale in bici di oltre il 26% del totale).
Lo sviluppo della mobilità ciclistica e del suo parametro fondamentale, la ripartizione modale, è però generalizzato a tutto il mondo occidentale: dalle grandi metropoli (es. Berlino, Vienna o Londra) fino a centri di ogni dimensione. In Italia si riscontrano poche medie città che si avvicinano a standard europei, per es. Ferrara, Reggio Emilia, Bolzano. In città di dimensioni maggiori, ma estremamente adatte come per es. Verona o Firenze, dopo alcuni interventi a favore della mobilità ciclistica negli anni novanta, gli sviluppi si sono fermati o il quadro è addirittura arretrato.

## Interventi per la ciclabilità urbana
La ciclabilità è un sistema complesso che deve essere integrato in molti aspetti della vita quotidiana. Nelle scelte di pianificazione a favore della ciclabilità vanno considerati anche gli altri flussi di traffico (auto, trasporto pubblico su gomma e su ferro ecc.), gli aspetti di comunicazione e marketing territoriale e quelli delle risorse finanziarie ed umane, soprattutto in relazione alla loro qualificazione specifica, non coincidente con la progettazione stradale. È inoltre necessario un quadro legislativo e normativo nazionale e locale adeguato.
Possono essere individuate tre grandi tipologie di interventi a favore della ciclabilità urbana:
- la realizzazione di piste ciclabili, che riescano a costituire una rete continuativa per gli spostamenti quotidiani;
- la moderazione del traffico (es. diffuse zone 30, ZTL ed aree pedonali) che faciliti la convivenza fra traffico motorizzato, biciclette e pedoni e che assicuri una maggiore vivibilità delle aree vaste della città;
- l'uso combinato di bici e mezzi pubblici (intermodalità).

Il complesso di interventi si basa su esperienze europee e mondiali ormai consolidate.
Uno dei temi di maggiore attualità è il grado di separazione dal traffico motorizzato, per esempio per mezzo di piste ciclabili in sede propria, corsie ciclabili ecc oppure di condivisione tramite interventi di moderazione del traffico. Un recente sviluppo è dato dalle superstrade ciclabili nei paesi all'avanguardia (es Olanda e Danimarca) e appena accennato in Italia.
Altri punti di rilievo:
- eliminazione di restrizioni che ostacolano la ciclabilità, per facilitarla invece: sensi unici eccetto bici, sbocco ciclabile nei vicoli ciechi, svolta a destra anche con semaforo rosso, tempi di attesa più brevi ai semafori ecc.
- eliminazione di barriere architettoniche tramite rampe affiancate alle scalinate, pavimentazione stradale, scivoli alle intersezioni, ecc.
- manutenzione, pulizia e sgombero neve o foglie dalle piste ciclabili
- parcheggi e possibilità di sosta bici sicure dai furti ed eventuali coperture alle origini e alle destinazioni del traffico biciclette
- disponibilità aggiuntiva di biciclette, anche per uso occasionale o non quotidiano, per esempio tramite sistemi di noleggio o di servizi di biciclette pubbliche condivise (automatizzati) - "bike sharing".

In tutte le modalità di trasporto è dimostrato che il miglioramento delle infrastrutture ne aumenta la quota sul totale. Il traffico automobilistico gode di condizioni favorevoli, ritenute ovvie, a partire dagli anni 50: viabilità destinata alle auto, grandi arterie ed autostrade, garage e parcheggi custoditi, normative sulla disponibilità di posti auto, indicazioni stradali, stazioni di servizio ecc.
Non è ancora così per la ciclabilità, e quello che esiste, nei casi migliori, si basa su iniziative prettamente locali.
Nei paesi e nelle città che più si sono avvicinate al condizioni favorevoli per la ciclabilità essa raggiunge infatti quote molto alte di ripartizione modale, di cui si portano spesso ad esempio le città medie di Groninga (Paesi Bassi, oltre il 55%) e Münster (Germania, oltre il 45%) e le metropoli di Copenaghen e Amsterdam (ormai vicine o sopra al 30%).

### Reti ciclabili

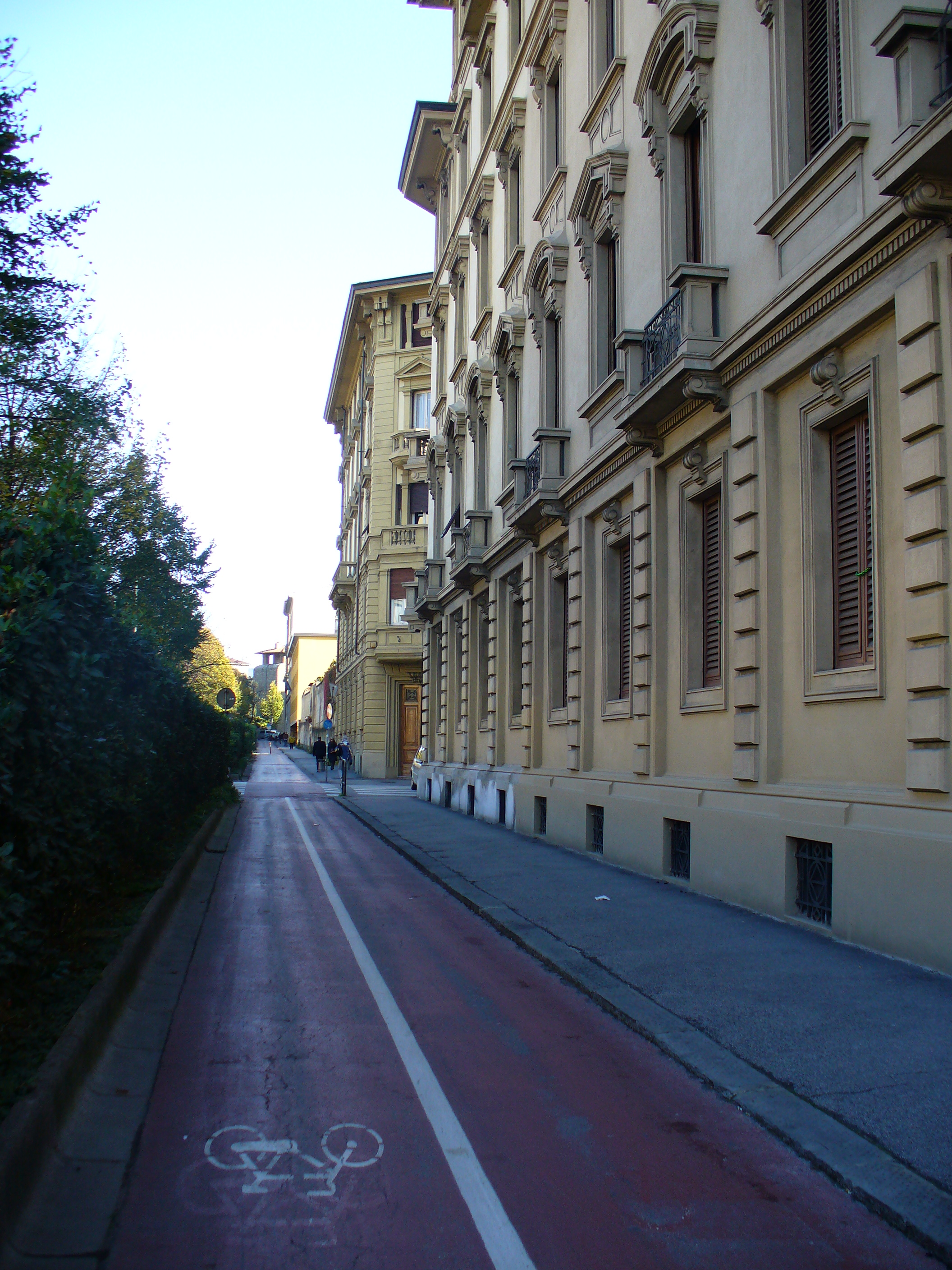
Pista ciclabile in sede propria, Firenze

#### Separazione dei flussi e condivisione degli spazi
Le piste ciclabili sono infrastrutture viabilistiche per incentivare, favorire e rendere più sicura la circolazione delle biciclette. Una caratteristica fondamentale è che si tratti di una rete, e non di parti ciclabili frammentate, isolate e scollegate tra esse: a copertura dell'intero tessuto urbano, collegando centro e periferie (anche fra di loro), con tutte le direttrici necessarie agli spostamenti quotidiani casa-lavoro, casa-scuola e per raggiungere servizi di ogni genere (tempo libero, acquisti, sanità, enti pubblici ecc.) dal luogo di abitazione o di permanenza per es. per lavoro. La continuità è una caratteristica indispensabile della rete stessa e di ogni singolo percorso (pista ciclabile), finalizzata a garantire sicurezza ai ciclisti, ai pedoni e maggiore convivenza tra tutti i fruitori, motorizzati e non, delle strade cittadine. In particolare la continuità va assicurata alle intersezioni (incroci, rotatorie ecc.), generalmente tramite attraversamenti ciclabili (semaforizzati e non) ed in alcuni casi per mezzo di sovra o sottopassi. I percorsi che la rete ciclabile va a disegnare devono essere diretti e lineari, senza aggiramenti poiché questi spesso annullano i vantaggi della rete stessa e delle piste ciclabili che la compongono.
Fino ad alcuni anni fa lo strumento principale della ciclabilità era la "separazione dei flussi", tramite la realizzazione di piste ciclabili. Tale principio si applica alla rete sulla viabilità principale urbana ed extra-urbana, ovunque esista un intenso traffico motorizzato ed un forte differenziale di velocità con la bicicletta. La rete ciclabile si dirama anche su viabilità a medio traffico, per es. nell'attraversamento di quartieri, e può avere forme di separazione più morbida ("preferenziazione") utilizzando per es. corsie ciclabili su carreggiata (separazione tramite linea ed eventualmente fondo colorato).
Il crescente uso della bicicletta nelle città europee ha portato a un ulteriore sviluppo: la condivisione di spazi urbani sempre più vasti da parte di pedoni, ciclisti e mezzi motorizzati, tramite interventi di moderazione del traffico (esempio zone 30, ZTL ecc.). Le biciclette, come anche i pedoni, in certi contesti, non vengono più protetti dal traffico motorizzato destinando ad essi spazi propri, più o meno inaccessibili ad altri mezzi. Sono questi ultimi che invece vengono limitati e forzati a velocità e comportamenti meno conflittuali con gli altri utenti della strada, andando in un certo senso a ridurne gli spazi e gli effetti, riconosciuti come dannosi, sull'intera città.

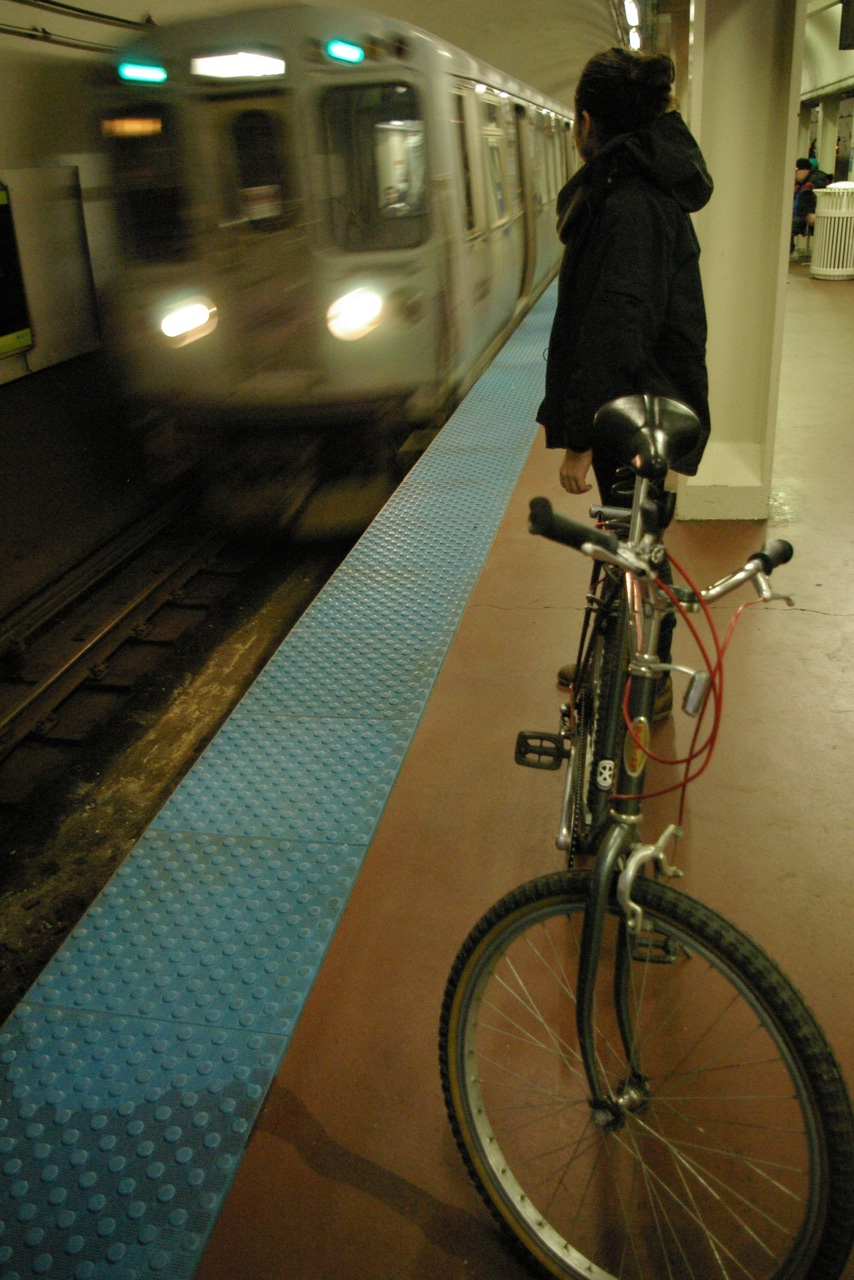
Bici su metropolitana

Anche considerazioni sulla sicurezza degli utenti deboli, ciclisti e pedoni, hanno contribuito a questi sviluppi non più basati sulla semplice separazione di flussi.
Nei paesi più avanzati si è per esempio fortemente ridotto a certi contesti viabilistici l'obbligo di utilizzo delle piste ciclabili.
La separazione dei flussi, tramite piste ciclabili, rimane invece insostituibile sulla viabilità principale, con inteso traffico motorizzato e alti di differenzali di velocità fra biciclette e mezzi motorizzati. Sulle direttrici di spostamento quotidiano, in gran parte coincidenti fra auto e biciclette, si va a creare una rete ciclabile senza interruzioni, a copertura dell'intera area urbana.
All'interno di questo reticolo a maglie più o meno strette vengono invece istituite vaste zone 30 o ZTL, isole ambientali ecc. in cui di regola vige la condivisione degli spazi stradali. In contesti a metà strada fra i due sopra indicati, per esempio vie di attraversamento di quartieri e zone 30, si tende ad utilizzare corsie o piste ciclabili, talvolta con forme di separazione meno marcate.
Un ulteriore sviluppo della separazione dei flussi, in direzione opposta alla preferenziazione, è il recente sviluppo delle superstrade ciclabili in alcuni paesi come Danimarca e Olanda. Si tratta di piste ciclabili generalmente fra periferie o grandi aree metropolitane e i centri urbani, finalizzate ad innalzare l'attrattività degli spostamenti in bicicletta anche al sopra del raggio usuale di 5 km, fino a circa 20–25 km. Se ne trova un esempio anche in Italia, nella storica ciclabile che collega Milano e Pavia.

### Ciclabilità diffusa

#### Condivisione degli spazi urbani e stradali
All'interno del reticolo definito dalla rete ciclabile la mobilità in bicicletta viene generalmente realizzata non con infrastrutture apposite ma per mezzo di interventi che facilitano la convivenza non conflittuale fra mezzi motorizzati, biciclette, pedoni ecc.: la cosiddetta moderazione del traffico: zone 30, ZTL e zone pedonali permeabili per i ciclisti. In molte città d'Europa, in modo crescente, le zone 30 coprono spesso gran parte del tessuto urbano (a Berlino per es. il 70%), in pratica gran parte della viabilità eccetto quella principale. Le zone 30 per essere efficaci non possono limitarsi all'applicazione di segnaletica, ma si servono di soluzioni che rallentano nei fatti i mezzi motorizzati: chicane, disassamenti e restringimenti, allargamento dei marciapiedi e colli di bottiglia, non attraversabilità (vicoli ciechi), rallentatori (es. dossi o cuscini berlinesi), dissuasori di sosta ecc.

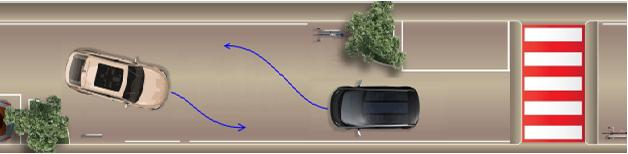
Chicane in zona 30

Un fattore della ciclabilità diffusa è che le biciclette devono potersi muovere sui percorsi più brevi, lineari e diretti, senza aggiramenti: "come l'acqua", analogamente al modo in cui intuitivamente si muovono i pedoni. Un intervento di forte impatto è l'istituzione dei sensi unici eccetto bici (con apposita segnaletica) in questo tipo di aree: le biciclette possono legittimamente transitare anche "controsenso" su strade a senso unico, obbligatorio solo per i veicoli motorizzati. Gli effetti sono numerosi ed ampi: maggiore permeabilità alle biciclette delle zone in questione, effetto indiretto di rallentamento e maggiore attenzione da parte dei conducenti di veicoli a motore. Al contrario delle apparenze, le strade con senso unico eccetto bici riscontrano nettamente una minore incidentalità, non solo fra ciclisti ed altri veicoli ma fra tutti, in primis a vantaggio dei pedoni, dei bambini ecc. Usuale per facilitare la permeabilità (e dunque le vie dirette) alle biciclette è la loro abilitazione sulle corsie preferenziali.

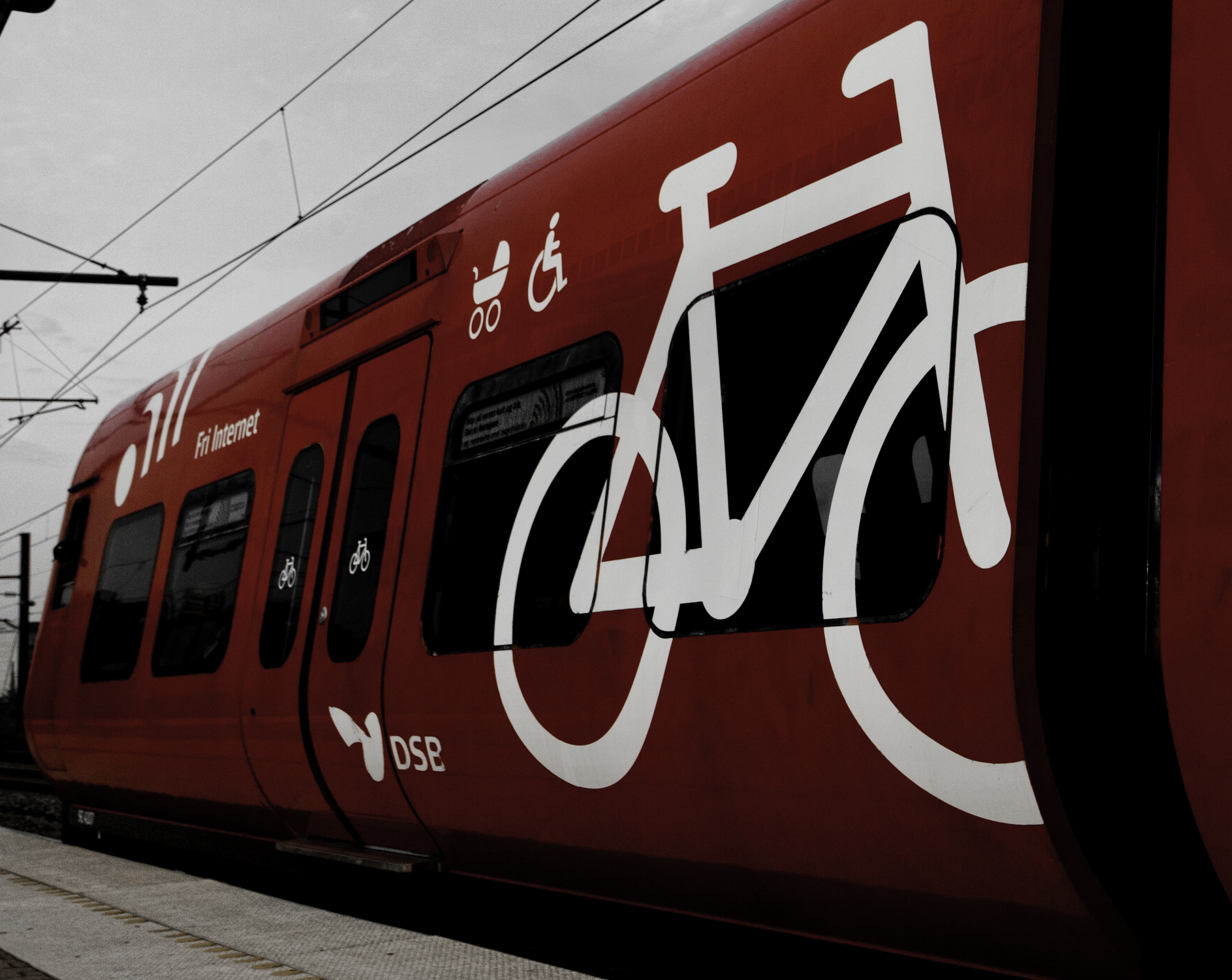
Treno suburbano intermodale (Copenaghen)

Fra le controindicazioni alla condivisione delle corsie riservate fra trasporto pubblico e biciclette viene spesso indicato l'intralcio: la velocità in ambito urbano tra biciclette e mezzi pubblici è del tutto simile; può causare rallentamenti di modesta entità solo su corsie preferenziali particolarmente lunghe: in tali casi si può facilmente provvedere al loro allargamento per consentire il sorpasso del mezzo pubblico sulle biciclette, oppure si può procedere alla realizzazione di una corsia ciclabile a ridosso destro di quella riservata al transito degli autobus. La ciclabilità diffusa ha per effetto complessivo anche una riqualificazione cittadina e una maggiore vivibilità di vaste aree urbane.

### Intermodalità
Nella pianificazione della ciclabilità rientra anche l'accessibilità agli snodi del trasporto pubblico e il trasporto delle biciclette su treni, metropolitane, tramvie ed in alcuni casi sui bus.
L'uso della bicicletta ha i suoi principali vantaggi urbani, per tempistiche, risparmio sul carburante ed economizzazione delle risorse, nella percorrenza di distanze fino a 5–6 km. Su distanze superiori, la bicicletta riesce ad essere competitiva con auto e motocicli attraverso il cosiddetto trasporto intermodale: la possibilità di carico della bicicletta su treni, metrò e tram e in alcuni casi anche con altri tipi di trasporto pubblico. L'intermodalità bici-trasporto pubblico rafforza anche quest'ultimo, rendendolo "porta a porta", senza gli svantaggi e le ricadute negative degli spostamenti con mezzo motorizzato privato (congestione, parcheggio, inquinamento ecc.): si esce di casa in bici, la si carica sul mezzo di trasporto pubblico attrezzato e alla fermata opportuna si prosegue verso la destinazione voluta.

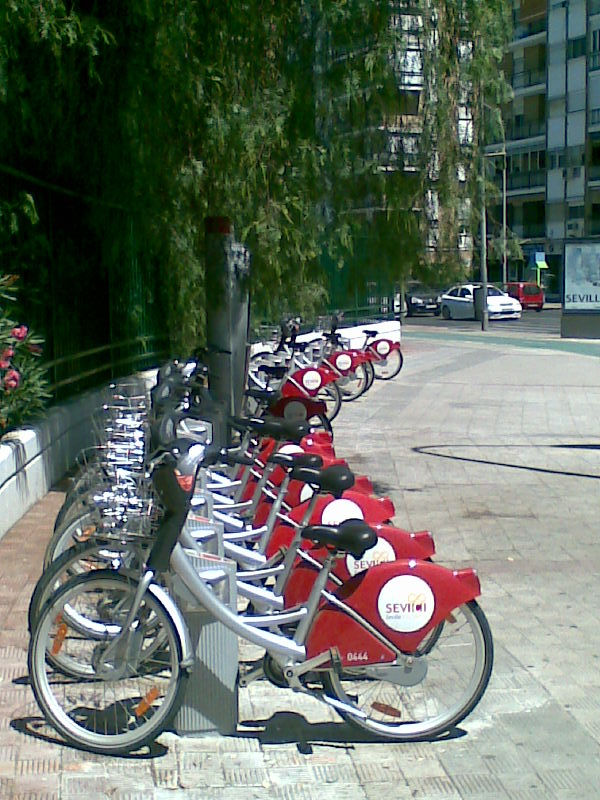
Servizio di biciclette pubbliche condivise a Siviglia

L'utilizzo combinato di bicicletta ed altri mezzi può essere messo in atto anche in una seconda modalità che facilita lo scambio: la realizzazione di parcheggi bici agli snodi del trasporto pubblico e di ciclostazioni (coperte, custodite e dotate di alcuni servizi) per es. in adiacenza alle stazioni ferroviarie, capolinea ecc. L'accesso ribassato (a livello marciapiede o banchina) di molti di questi mezzi di trasporto (per esempio moderni tram, metropolitane e treni suburbani) facilita il carico ormai diffuso delle biciclette, così come l'individuazione di scompartimenti appositi o multifunzionali (per esempio con disabili e passeggini per bambini) a seconda delle necessità e dei tempi di trasporto.
Il termine anglofono di bike-and-ride è ampiamente diffuso per indicare questi tipi di intermodalità.
Lo stesso servizio di biciclette pubbliche condivise (bike sharing) è una forma di intermodalità fra bici (pubblica in questo caso) e ogni altro mezzo: oltre al trasporto pubblico per es. l'auto in parcheggi scambiatori.

### Sosta e contrasto del furto
La bicicletta, pur occupando poco spazio, ha necessità di essere parcheggiata all'origine e alla destinazione di ogni spostamento, sia esso abituale (es. casa-lavoro o casa-scuola) od occasionale (es. un ambulatorio o un cinema).
Il rischio del furto rappresenta uno degli ostacoli maggiori per lo sviluppo della ciclabilità.
Sono perciò necessarie strutture di appoggio a cui allucchettare le biciclette, con eventuale protezione dalle intemperie (es. tettoie) ed in alcuni casi varie forme di vigilanza e servizi agli utenti.
Le rastrelliere (o portabiciclette) sono la forma più semplice di supporto di sosta, fra cui quelle di maggiore efficacia sono a forma di U rovesciata e consentono di legare almeno una ruota ed il telaio della bicicletta alla struttura fissa.
Le possibilità di sosta devono essere in quantità corrispondente all'utenza reale e alla sua crescita, ed ampiamente diffuse in ambito urbano, in particolare alle destinazioni degli spostamenti, i cosiddetti "attrattori": luoghi di lavoro, scuole, uffici pubblici, strutture sanitarie, cinema, impianti sportivi e luoghi del tempo libero, oltre ai centri storici in quanto tali.
La sosta al punto di origine degli spostamenti, generalmente l'abitazione, si affida ad un mix di possibilità: oltre alle rastrelliere in strada, quelle nei cortili o garage condominiali e il lato interno dei marciapiedi. In gran parte delle normative europee essa è consentita, a condizione che il corridoio lasciato libero eviti l'intralcio a pedoni, disabili e passeggini per bambini (fra 100 e 120 cm di solito).
Le possibilità di sosta a stazioni, capolinea e snodi del trasporto pubblico rappresentano l'aspetto "passivo" dell'intermodalità, al posto cioè del trasporto bici sui mezzi pubblici (intermodalità attiva): oltre a rastrelliere, eventualmente coperte, entrano in gioco le ciclo-stazioni, dotate di sorveglianza ed alcuni servizi (riparazioni, gonfiaggio, noleggio, vendita accessori ecc.)
Un'altra possibilità di contrasto del furto, non legata alla sosta, è invece data dalla marchiatura registrata delle biciclette.

#### Immagini di ciclostazioni e spazi di sosta

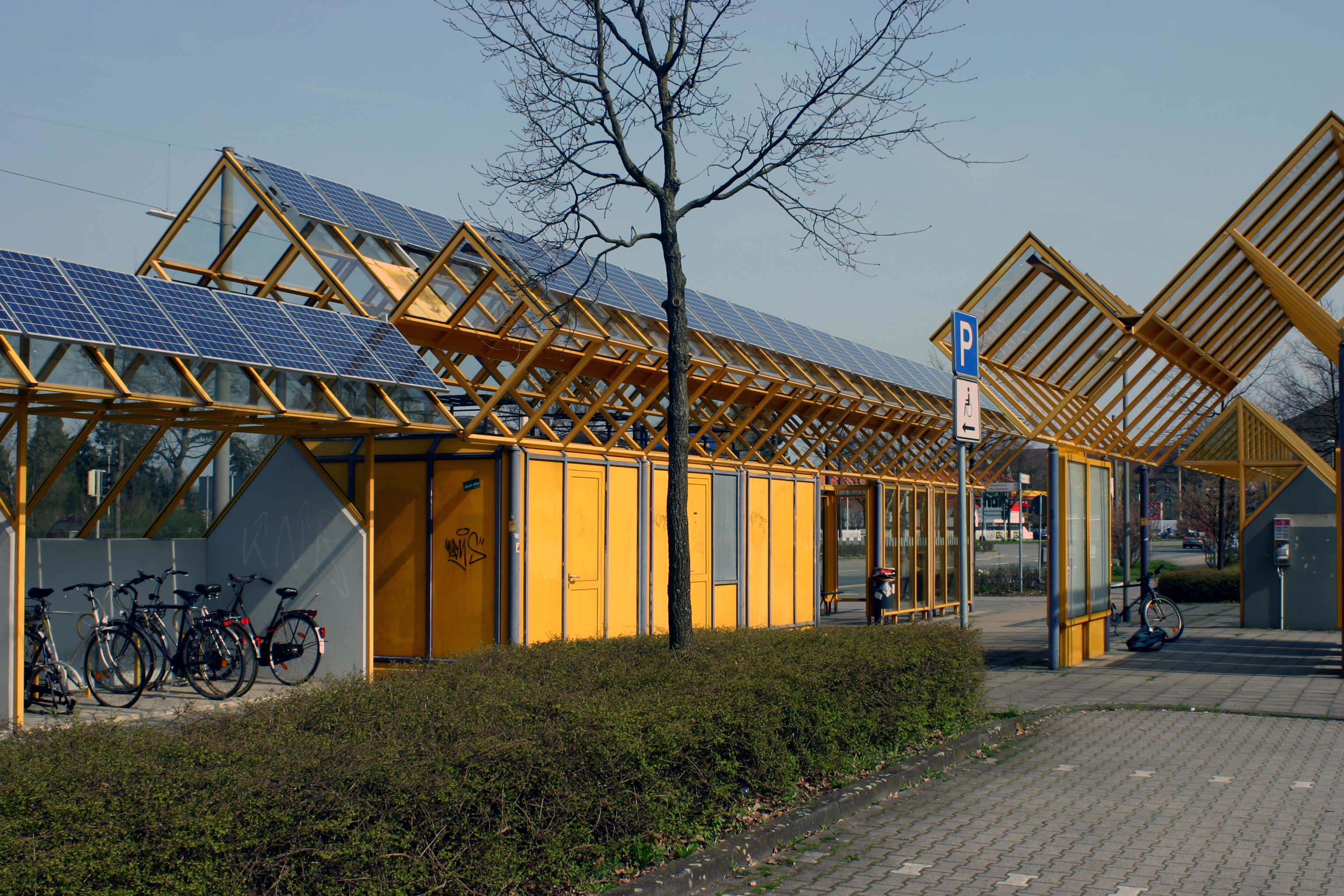
Münster
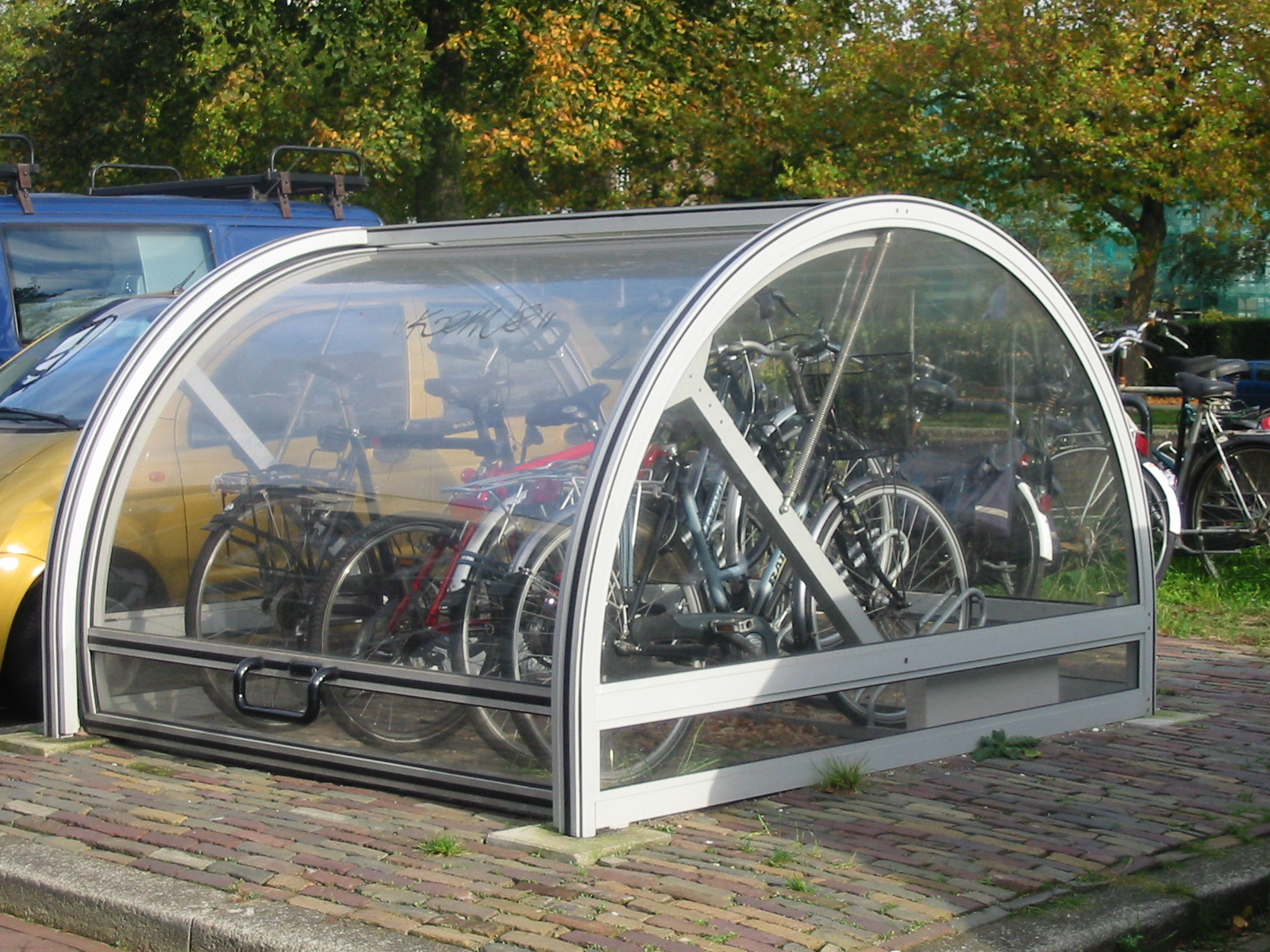
Delft
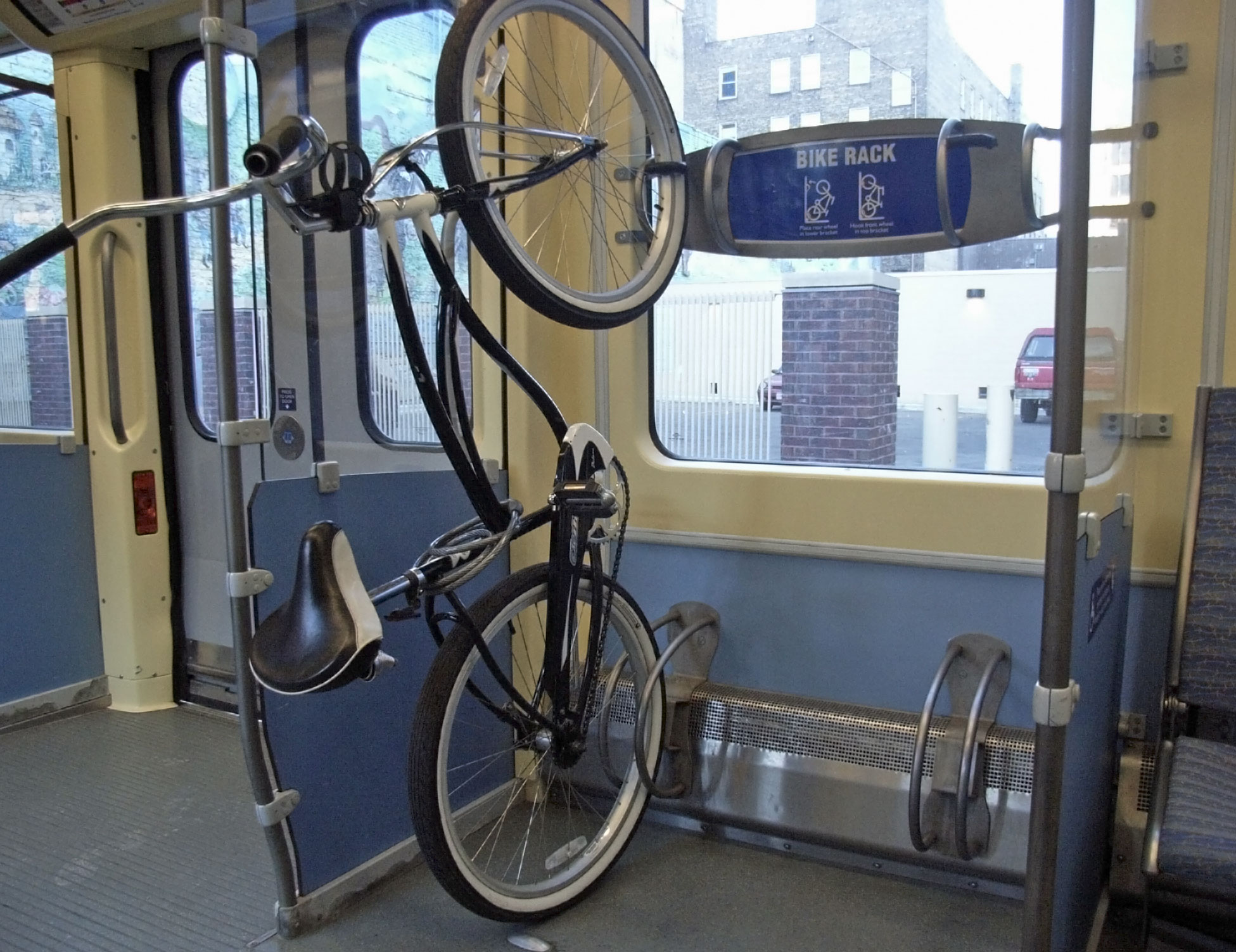
Minneapolis
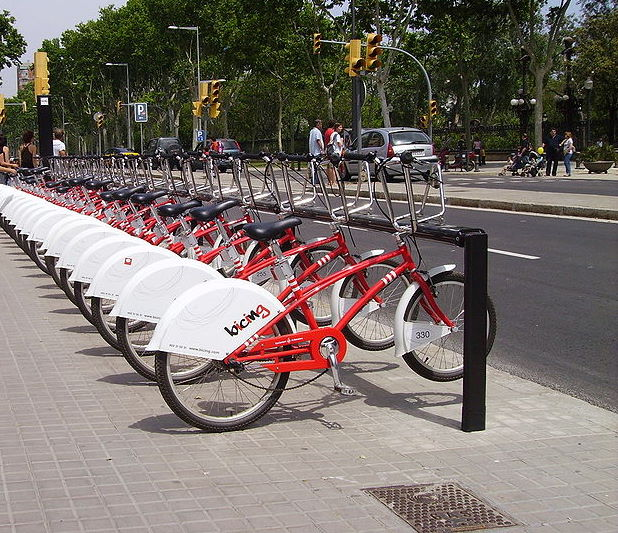
Barcellona
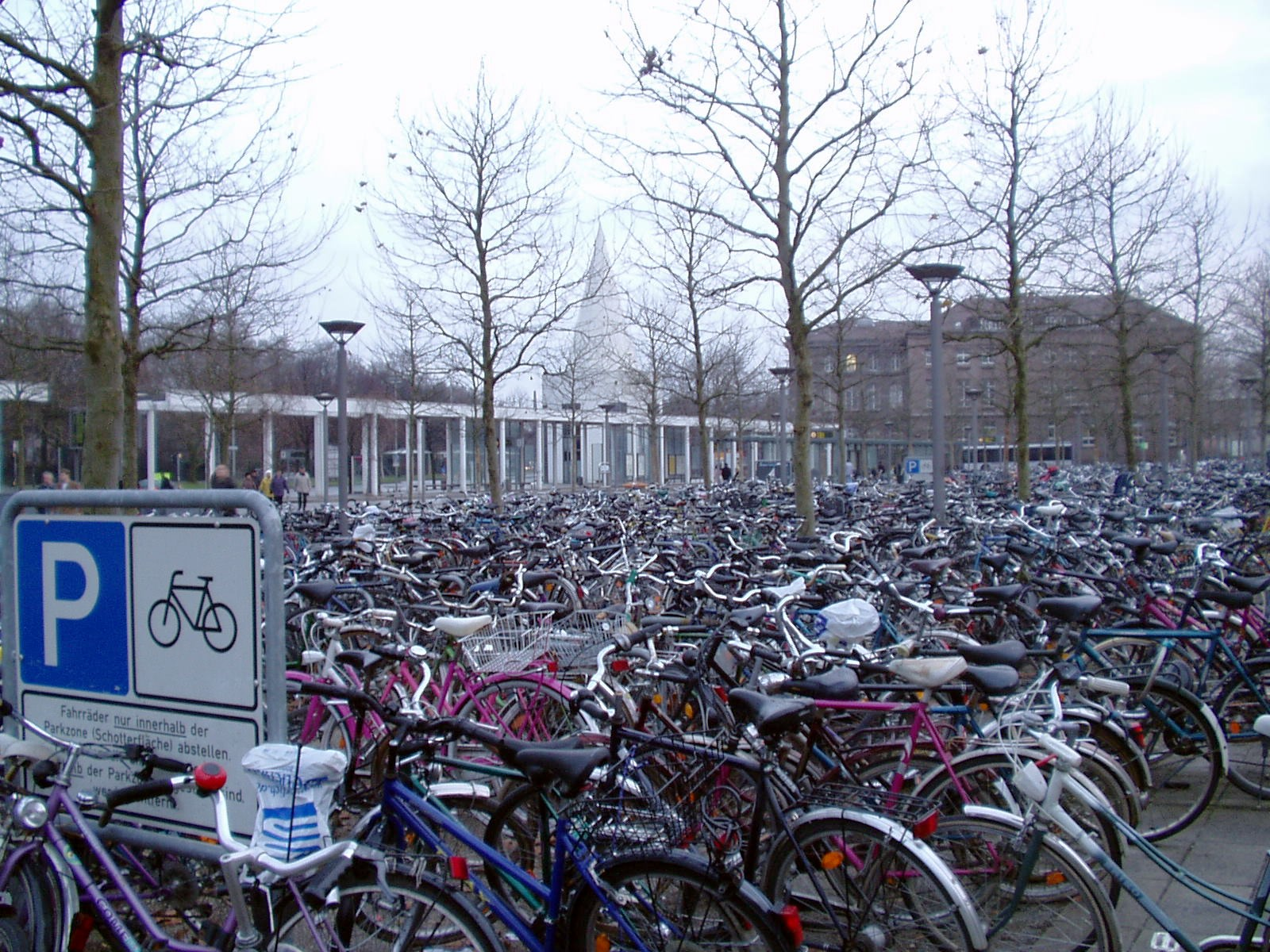
Göttingen

## Criticità ed ostacoli all'estensione della mobilità ciclistica

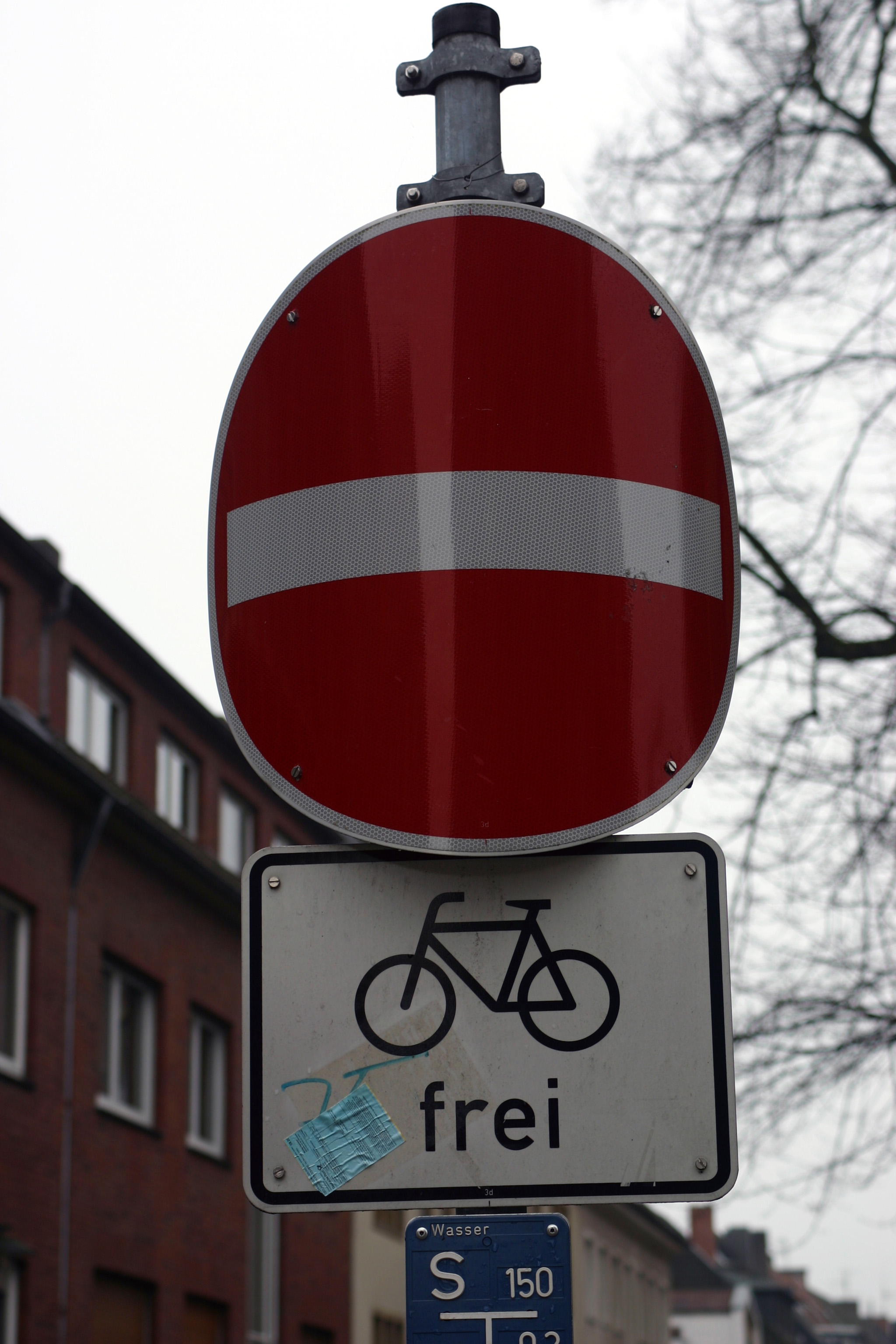
Senso unico eccetto bici (Germania)

La mobilità ciclistica rientra, come segmento specifico, nella mobilità complessiva e nei suoi strumenti di pianificazione nei paesi a diffusa motorizzazione del dopoguerra, ed in organismi internazionali delle stesse aree. Soprattutto a partire dagli anni 80 si sono avuti numerosi interventi di tipo legislativo e normativo, pianificazione, investimenti e realizzazioni prevalentemente in ambito urbano e nelle grandi aree metropolitane. Non solo Olanda e Danimarca, considerati spesso modelli di questo tipo di mobilità, anche Germania, Belgio e altri paesi Scandinavi hanno imboccato strade analoghe. Ne sono esempio il code de la route che ha preso il posto del code de la rue in Belgio, il Radverkehrsplan Deutschland. Percorsi analoghi seguono dagli anni 90 o dal 2000 altri paesi come Svizzera, Francia, Austria, Spagna ecc.
La mobilità ciclistica in Italia è ancora agli inizi, ma ha il vantaggio di potersi orientare a modelli e soluzioni già ampiamente sperimentate in tutta Europa. Questo avvicinamento è però spesso ostacolato da vari fattori: si va dallo scarso interesse e conoscenza dei vantaggi da parte di molti amministratori e della politica locale, alla carente formazione e competenza di tecnici e dirigenti comunali o ministeriali, ad una legislazione e normativa lontana dai riferimenti europei, spesso più un freno mirante che ad assicurare qualità, sicurezza e funzionalità degli interventi.|palese localismo, la voce non è sulla mobilità ciclistica in Italia
Fra le criticità più evidenti:
- realizzative e progettuali
  - pianificazione: spesso del tutto assente o carente di una visione di insieme della ciclabilità e della mobilità complessiva (trasporto pubblico, viabilità, flussi di traffico ecc). Lo strumento, spesso assente, è il cosiddetto Biciplan (Piano della mobilità ciclistica), che può essere inserito nel PUM o nel PUT comunale;
  - frammentazione e mancanza di continuità possono essere osservati in gran parte delle piste ciclabili: si tratta spesso di spezzoni isolati, non facenti parte di una rete, che si interrompo nei punti critici come ad es. agli incroci, con segnaletica contraddittoria o irregolare;
  - sola separazione del traffico ciclistico da quello motorizzato, ignorando la compresenza e condivisione su viabilità ordinaria e i relativi interventi di moderazione del traffico.
- legislative e normative
  - il codice della strada è spesso vago nel definire i comportamenti dei velocipedi, facilitando interpretazioni restrittive o vessatorie. Manca l'approccio generale che favorisca la bicicletta rispetto ai mezzi motorizzati, ed in generale sono carenti, vaghe ed inefficaci le tutele per tutta l'utenza debole;
  - la normativa (DM 557 del 1999) in molti casi ha ristretto le possibilità date dal codice della strada ed escluso opzioni largamente praticate in tutto il mondo: per es. le corsie ciclabili controsenso, o al centro della carreggiata per incanalamento agli incroci, misure e caratteristiche della separazione fisica ecc.;
  - i "pareri ministeriali" tendono poi a restringere ulteriormente le possibilità applicative, talvolta con costruzioni argomentative assai dubbie e forzate: per es. negando la legittimità dei sensi unici eccetto bici e relativa segnaletica, in contrasto con prassi europee basate su normative sostanzialmente identiche.

## Associazioni e movimenti di promozione
Come accade per altre attività, anche i ciclisti urbani si riuniscono in associazioni con il fine di promuovere l'uso della bicicletta come mezzo di trasporto cittadino. Fra le maggiori organizzazioni che promuovono l'uso della bicicletta si annoverano la League of American Bicyclists (è una delle più grandi organizzazioni statunitensi che abbia tra i propri obiettivi principali la promozione del ciclismo urbano) e la federazione europea European Cyclists' Federation (ECF), a cui aderiscono le numerose associazioni del continente, come quella tedesca (ADFC), olandese (Fietserbond), danese (Dansk Cyklist Forbund), svizzera (ProVelo) e altre, fra cui quella italiana Federazione italiana ambiente e bicicletta (FIAB); la FIAB è presente in circa 120 città italiane con oltre 15.000 iscritti; la sua attività è focalizzata sulla promozione della ciclabilità in ambito urbano, cioè della bicicletta come mezzo di trasporto quotidiano per esempio su percorsi casa-lavoro, casa-scuola etc. È attiva inoltre nel promuovere il ciclo-turismo.. In assenza di una organizzazione mondiale aderiscono ad ECF, nel ruolo di associate, anche organizzazioni non europee, come la Bicycle Federation of Australia. La ECF organizza Velo-city, una serie di conferenze sulla pianificazione ciclistica a livello internazionale.
A livello locale esistono numerosi gruppi di mutuo supporto che incoraggiano le persone a recarsi al lavoro in bicicletta indicando percorsi e suggerimenti di ordine pratico, fanno pressione sulle autorità affinché mettano in atto strumenti a beneficio di chi utilizza la bicicletta e si adoperano per rendere più popolare il ciclismo urbano.
Sono talvolta presenti sui temi della promozione della mobilità ciclistica anche organizzazioni di settori affini o collegati. Fra di esse alcune focalizzate sulla mobilità delle persone, come quella tedesca VCD (Verkehrsclub Deutschland) e le omonime svizzera e austriaca. Toccano il tema anche organizzazioni ambientaliste internazionali, fra cui Friends of Earth e WWF, o nazionali, come Legambiente in Italia, nel contesto degli "ecosistemi urbani" e della mobilità sostenibile.
Fra i movimenti e le campagne senza struttura associativa emergono Cities fit for Cycling, lanciata in Gran Bretagna dal quotidiano The Times e la analoga Salvaiciclisti, con l'obiettivo di promuovere lo sviluppo della mobilità ciclistica nelle città italiane e misure atte a proteggere chi usa la bicicletta in città dagli incidenti.

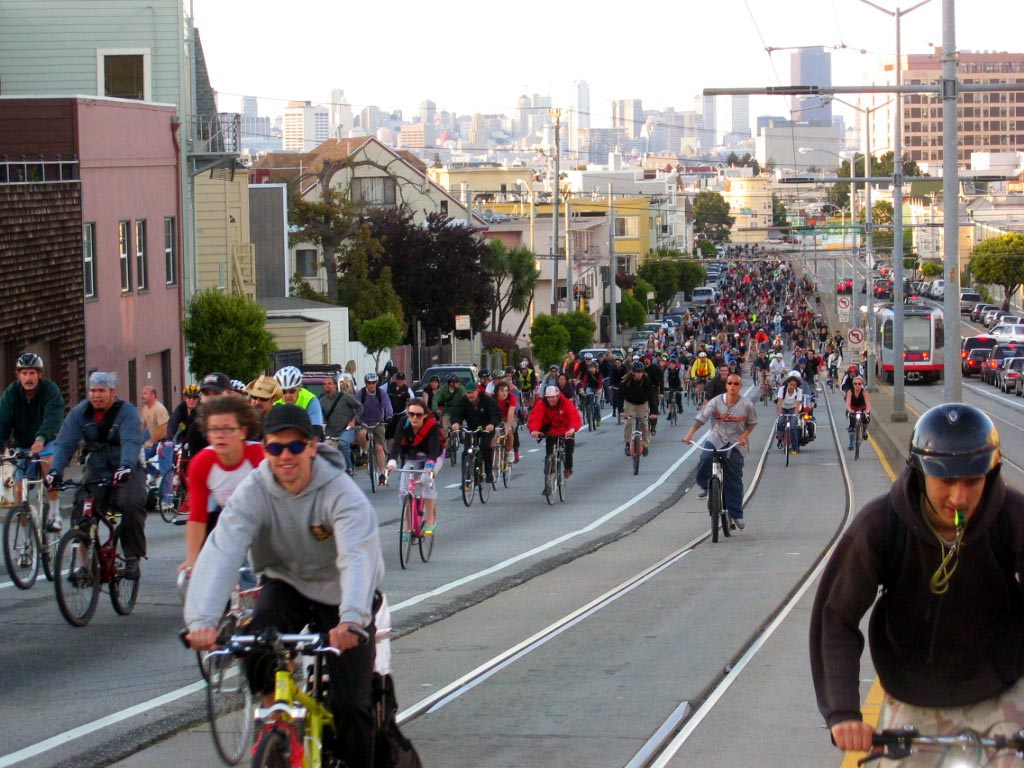
Massa critica a San Francisco, 29 aprile 2005.

## Ciclabilità turistica

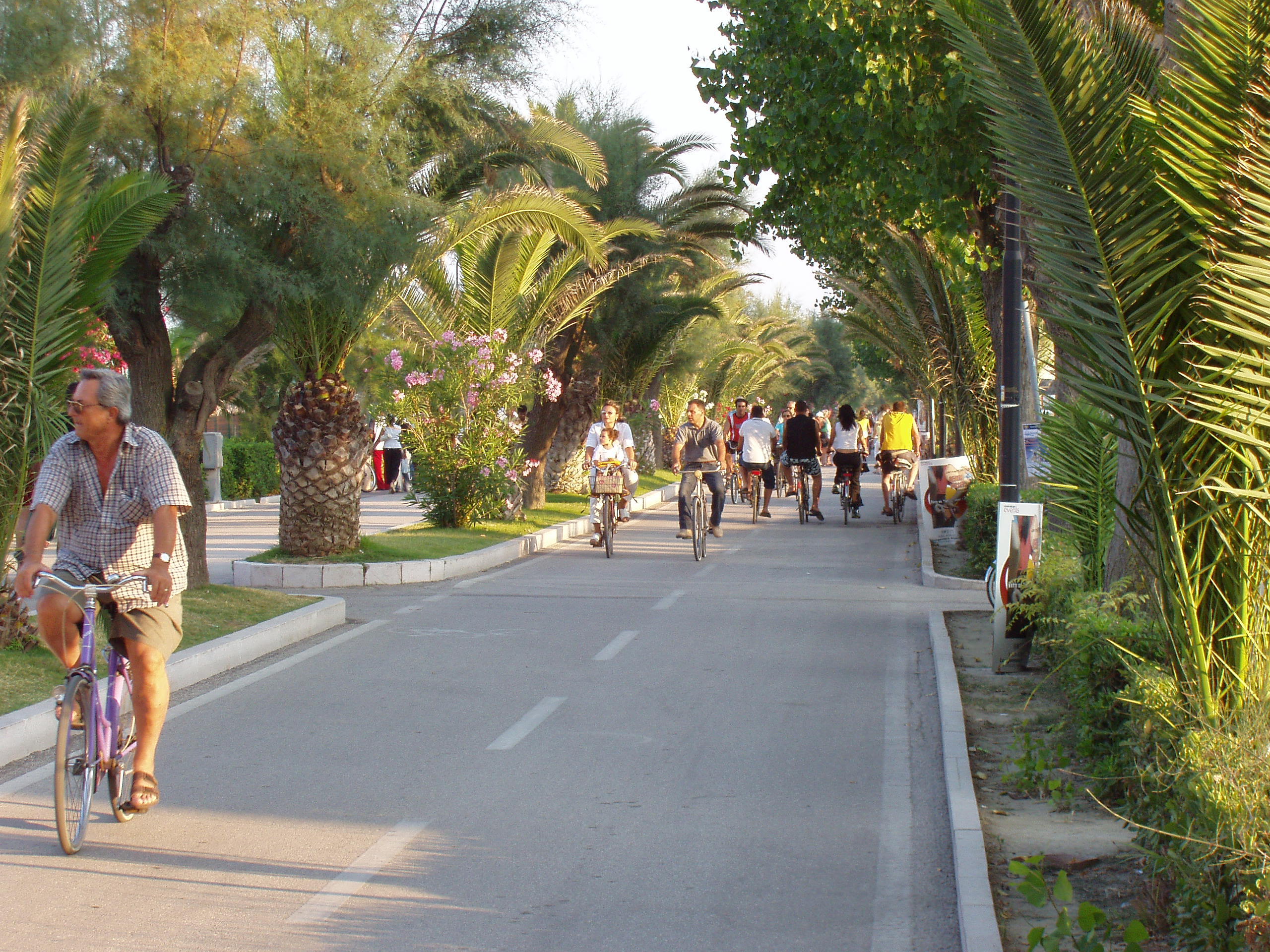
Corridoio Verde Adriatico: pista ciclabile all'altezza di Alba Adriatica (Abruzzo)

La bicicletta è diventata da alcuni decenni anche un importante segmento del turismo e della sua economia, il cosiddetto cicloturismo.
Pur utilizzando spesso infrastrutture analoghe, le piste ciclabili, per esempio su percorsi extraurbani, lungo argini di fiumi o in regioni di particolare pregio paesaggistico, la ciclabilità turistica è solo in parte legata alla mobilità.
Le problematiche possono essere analoghe (es. sicurezza) e alcuni fattori per la scelta del mezzo di trasporto possono avere motivazioni analoghe: di tipo ecologico, di approccio al territorio e alla sua vivibilità ecc.

### In lingua italiana
- Commissione Europea (DG XI), Bici in città - pedalando verso l'avvenire, 1998, ISBN 92-828-5726-3
- Min. Lav. Pubb. Decr. 30 nov. 99 n.557  Regolamento recante norme per la definizione delle caratteristiche tecniche delle piste ciclabili.
- Comune di Reggio Emilia  Biciplan del Comune di Reggio Emilia.
- Marco Passigato Abaco 2007 della ciclabilità, moderazione del traffico e pedonalità
- Mauro Cozzi, Silvia Ghiacci, Marco Passigato, Piste ciclabili, Ed. il Sole 24 ore.
- Ufficio biciclette di Torino
- S. S. Wilson. La tecnologia della bicicletta, Le Scienze, 1973, 58 (giugno 1973), 30-42.
- Francesco Petracchini, MOBILITÀ SOSTENIBILE PER AALL, Kyoto Club, 2014
- Davide Ambrosi, Andrea Bacciotti, Giovanni Ropolo (2008): La matematica della bicicletta, "La Matematica nella Società e nella Cultura". er. I, vol. I, n. 3, pp. 477–492
- Ivan Illich, Elogio della bicicletta, Bollati e Boringhieri editore, 2006, ISBN 978-88-339-1712-2
- Sabina Morandi, La filosofia morale della bicicletta, ovvero come sopravvivere (e diventare saggi) pedalando in città, Zelig, 1997, ISBN 88-86471-56-4
- Gianni Catania, Amica bicicletta, EGA-Edizioni Gruppo Abele, 1995, ISBN 88-7670-213-X
- Simona Castelli, Chiara Ginestra e Alberto Pieralisi (a cura di), EnCICLOpedia di sopravvivenza metropolitana (PDF)[collegamento interrotto], Roma, Comune di Roma, 2006, SBN RMB0796933. URL consultato il 13 maggio 2020. Ospitato su ISFORT, Istituto Superiore di Formazione e Ricerca per i Trasporti.
- Il movimento Salvaiciclisti che promuove misure per la tutela della mobilità ciclistica, su salvaiciclisti.it.
- Luigi Bairo, Bici Ribelle. Percorsi di fantasia, resistenza e libertà, Stampa Alternativa, 2010. ISBN 978-88-6222-111-5
- Wolfang Zuckermann, Fine della strada, Franco Muzio, 1992, ISBN 8870216357
- Mario Fratesi, Storie in bicicletta, Edizioni Manservigi, 1997
- "Bici batte auto. Creativi & guerrieri urbani su due ruote", a cura di Naoto, ShaKe Edizioni, Milano 2009. ISBN 978-88-88865-59-1
- Davide Ambrosi, Andrea Bacciotti, Giovanni Ropolo (2008): La matematica della bicicletta, "La Matematica nella Società e nella Cultura". er. I, vol. I, n. 3, pp. 477–492
- "Bici batte auto. Creativi & guerrieri urbani su due ruote", a cura di Naoto, ShaKe Edizioni, Milano 2009. ISBN 978-88-88865-59-1
- Simona Castelli, Chiara Ginestra e Alberto Pieralisi (a cura di), EnCICLOpedia di sopravvivenza metropolitana (PDF)[collegamento interrotto], Roma, Comune di Roma, 2006, SBN RMB0796933. URL consultato il 13 maggio 2020. Ospitato su ISFORT, Istituto Superiore di Formazione e Ricerca per i Trasporti.
- Luigi Bairo Bici Ribelle. Percorsi di fantasia, resistenza e libertà, (2010), Stampa Alternativa, Collana Ecoalfabeto, ISBN 978-88-6222-111-5
- Pietro Pani, Salva i ciclisti Chiarelettere, Milano 2012

### In lingua inglese
- Cycling Embassy of Denmark,  Collection of Cycle Concepts 2012.
- Paul Niquette, A Certain Bicyclist: An Offbeat Guide to the Post-Petroleum Age – Editor: Seven Palms Press (1985) – ISBN 0-912593-04-0
- Robert Hurst, The Art of Urban Cycling: Lessons from the Street – Editor:  Falcon[collegamento interrotto].; 1st edition (July 1, 2004) – ISBN 0-7627-2783-7, ISBN 978-0-7627-2783-4

### In lingua tedesca
- Bundesanstalt für Straßenwesen (Hrsg.): Verkehrssichere Anlage und Gestaltung von Radwegen. Berichte der Bundesanstalt für Straßenwesen Heft V 9. Bremerhaven : Verlag für Neue Wissenschaften, 1994. ISBN 3-89429-384-5
- Bundesministerium für Verkehr, Bau und Wohnungswesen (Hrsg.): Radverkehr in der Praxis. Erfahrungen und Beispiele aus dem In- und Ausland. Bremerhaven : Verlag für Neue Wissenschaften, 2004. ISBN 3-86509-205-5
- Forschungsgesellschaft für Straßen- und Verkehrswesen: Empfehlungen für Radverkehrsanlagen (ERA). Ausgabe 2010. Köln, 2010.
- Forschungsgesellschaft für Straßen- und Verkehrswesen: Hinweise zum Radverkehr außerhalb städtischer Gebiete (H RaS 02). Ausgabe 2002
- Bundesministerium für Verkehr, Innovation und Technologie Österreich (Hrsg.): Radverkehr in Zahlen - Daten, Fakten und Stimmungen. Wien, 2010.
- Möller, Thomas ; Hansestadt Rostock (Hrsg.): Fahr Rad! Wege zur Fahrradstadt. Inspirationsbuch Radverkehr. Rostock, 2007.
- Thomas Möller, Hansestadt Rostock (Hrsg.): Fahr Rad! Wege zur Fahrradstadt., su inspirationsbuch.de. URL consultato il 26 ottobre 2021 (archiviato dall'url originale il 26 ottobre 2021).
- Hermann Knoflacher, Zurück zur Mobilität! Anstöße zum Umdenken, Carl Ueberreuter Verlag,  2013